# Las Américas Grandes
Las Américas Grandes är en ort i Mexiko.   Den ligger i kommunen Castillo de Teayo och delstaten Veracruz, i den sydöstra delen av landet, 220 km nordost om huvudstaden Mexico City. Las Américas Grandes ligger 62 meter över havet och antalet invånare är 390.
Terrängen runt Las Américas Grandes är huvudsakligen platt, men åt nordost är den kuperad. Terrängen runt Las Américas Grandes sluttar norrut. Runt Las Américas Grandes är det ganska tätbefolkat, med 166 invånare per kvadratkilometer. Närmaste större samhälle är Álamo, 11,9 km nordväst om Las Américas Grandes. Trakten runt Las Américas Grandes består till största delen av jordbruksmark.